# Которра
Которра (исп. Cotorra) — город и муниципалитет на севере Колумбии, на территории департамента Кордова.

## История
Поселение, из которого позднее вырос город, было основано в 1900 году Эухенио Санчесом и Хосе Мануэлем Боланьосом. Муниципалитет Которра был выделен в отдельную административную единицу в 1997 году².

## Географическое положение
Город расположен в северной части департамента, в пределах Прикарибской низменности, к востоку от реки Сину, на расстоянии приблизительно 26 километров к северо-северо-востоку (NNE) от города Монтерии, административного центра департамента. Абсолютная высота — 9 метров над уровнем моря.
Муниципалитет Которра граничит на севере с территорией муниципалитета Лорика, на северо-востоке — с муниципалитетом Чима, на юге — с муниципалитетом Сан-Пелайо. Площадь муниципалитета составляет 89 км².

## Население
По данным Национального административного департамента статистики Колумбии, совокупная численность населения города и муниципалитета в 2015 году составляла 15 447 человек.
Динамика численности населения муниципалитета по годам:
| 2005   | 2006   | 2007   | 2008   | 2009   | 2010   | 2011   | 2012   | 2013   | 2014   | 2015   |
| ------ | ------ | ------ | ------ | ------ | ------ | ------ | ------ | ------ | ------ | ------ |
| 15 113 | 15 133 | 15 160 | 15 194 | 15 223 | 15 263 | 15 301 | 15 350 | 15 380 | 15 415 | 15 447 |

Согласно данным переписи 2005 года мужчины составляли 50,9 % от населения Которры, женщины — соответственно 49,1 %. В расовом отношении белые и метисы составляли 71 % от населения города; негры, мулаты и райсальцы — 23,3 %; индейцы — 5,7 %.
Уровень грамотности среди всего населения составлял 82,2 %.

## Экономика
58,7 % от общего числа городских и муниципальных предприятий составляют предприятия торговой сферы, 37,2 % — предприятия сферы обслуживания, 2,6 % — промышленные предприятия, 1,5 % — предприятия иных отраслей экономики.

## Транспорт
К востоку от города проходит национальное шоссе № 21 (исп. Ruta Nacional 21).